# Xamiatus kia
Espèce
Xamiatus kia est une espèce d'araignées mygalomorphes de la famille des Microstigmatidae.

## Distribution
Cette espèce est endémique de Nouvelle-Galles du Sud en Australie. Elle se rencontre vers Macksville, Bowraville, Nambucca Heads et Bellingen.

## Description
La carapace du mâle holotype mesure 13,00 mm de long sur 11,90 mm.
La carapace de la femelle décrite par Raven en 1982 mesure 14,30 mm de long sur 12,60 mm et l'abdomen 16,1 mm de long sur 9,00 mm.

## Publication originale
- Raven, 1981 : A review of the Australian genera of the mygalomorph spider subfamily Diplurinae (Dipluridae : Chelicerata). Australian Journal of Zoology, vol. 29, no 3, p. 321-363.